# Liste der Torschützenkönige der Fußball-Weltmeisterschaften der Männer
Die Liste der Torschützenkönige der Fußball-Weltmeisterschaften der Männer umfasst alle Torschützenkönige der Endrunden-Turniere des seit 1930 ausgetragenen Wettbewerbs. Gelistet werden die Torschützen mit den meisten Treffern je Turnier, unabhängig davon, ob sie von der FIFA offiziell zum Torschützenkönig bestimmt wurden, wobei 1962 das Los entschied, oder die Torschützenkönige, wie seit 1982, mit dem Goldenen Schuh ausgezeichnet wurden. Zusätzlich sind noch die besten Torschützen des jeweiligen Gesamtwettbewerbs, bestehend aus Qualifikation und Endrunde, gelistet.
Bisher gelang es keinem Spieler, den Titel des Torschützenkönigs zweimal zu gewinnen. Mit 13 Toren erzielte der Franzose Just Fontaine bei der WM in Schweden 1958 die meisten Tore bei einer Endrunde. Die meisten Tore eines Gesamtwettbewerbs erzielten nach derzeitigem Erkenntnisstand der Deutsche Gerd Müller, der in der Qualifikation zur WM 1970 neunmal traf und zehn Endrundentore in Mexiko erzielte, und der Portugiese Cristiano Ronaldo, der in der Qualifikation zur WM 2018 15-mal traf und vier Endrundentore in Russland erzielte. Die Wertung eines Gesamtbewerbes ist allerdings wenig aussagekräftig, da die Anzahl der Spiele in der Qualifikation je nach Kontinent stark variiert und die Qualifikation nur gegen Länder aus demselben Kontinent erfolgt. Zudem ist ein Tor in der Endrunde deutlich "wertvoller", da in der Qualifikation auch gegen Nationen gespielt wird, die "gefühlt" qualitativ weit unter den Endrundenteilnehmern einzuordnen sind.

## Torschützenkönige
| Jahr                                 | Endrunde                                                                         | Tore | Qualifikation                                                  | Tore                | Gesamtwettbewerb                                                       | Tore                |
| ------------------------------------ | -------------------------------------------------------------------------------- | ---- | -------------------------------------------------------------- | ------------------- | ---------------------------------------------------------------------- | ------------------- |
| 1930                                 | Guillermo Stábile                                                                | 8    | keine Qualifikation                                            | keine Qualifikation | keine Qualifikation                                                    | keine Qualifikation |
| 1934                                 | Oldřich Nejedlý                                                                  | 5    | Isidro Lángara Mario López Dionisio Mejía                      | 7                   | Isidro Lángara                                                         | 9                   |
| 1938                                 | Leônidas                                                                         | 7    | Gyula Zsengellér Fricis Kaņeps                                 | 5                   | Gyula Zsengellér                                                       | 10                  |
| 1950                                 | Ademir                                                                           | 9    |                                                                |                     | Ademir Zarra                                                           | 9                   |
| 1954                                 | Sándor Kocsis                                                                    | 11   |                                                                |                     | Max Morlock                                                            | 12                  |
| 1958                                 | Just Fontaine                                                                    | 13   |                                                                |                     | Just Fontaine                                                          | 13                  |
| 1962                                 | Garrincha (1) Flórián Albert Walentin Iwanow Dražan Jerković Leonel Sánchez Vavá | 4    |                                                                |                     | Adolf Scherer                                                          | 8                   |
| 1966                                 | Eusébio                                                                          | 9    |                                                                |                     |                                                                        |                     |
| 1970                                 | Gerd Müller                                                                      | 10   | Tostão                                                         | 10                  | Gerd Müller                                                            | 19                  |
| 1974                                 | Grzegorz Lato                                                                    | 7    |                                                                |                     |                                                                        |                     |
| 1978                                 | Mario Kempes                                                                     | 6    |                                                                |                     |                                                                        |                     |
| 1982                                 | Paolo Rossi                                                                      | 6    |                                                                |                     |                                                                        |                     |
| 1986                                 | Gary Lineker                                                                     | 6    |                                                                |                     |                                                                        |                     |
| 1990                                 | Salvatore Schillaci                                                              | 6    |                                                                |                     |                                                                        |                     |
| 1994                                 | Oleg Salenko Christo Stoitschkow (2)                                             | 6    |                                                                |                     |                                                                        |                     |
| 1998                                 | Davor Šuker                                                                      | 6    |                                                                |                     |                                                                        |                     |
| 2002                                 | Ronaldo                                                                          | 8    |                                                                |                     | Ronaldo                                                                | 8                   |
| 2006                                 | Miroslav Klose                                                                   | 5    | Jared Borgetti                                                 | 14                  | Jared Borgetti                                                         | 14                  |
| 2010                                 | Thomas Müller (3) Diego Forlán Wesley Sneijder David Villa                       | 5    | Moumouni Dagano Osea Vakatalesau                               | 12                  | Moumouni Dagano Luís Fabiano Diego Forlán Osea Vakatalesau David Villa | 12                  |
| 2014                                 | James Rodríguez                                                                  | 6    | Deon McCaulay Robin van Persie Luis Suárez                     | 11                  | Robin van Persie                                                       | 15                  |
| 2018                                 | Harry Kane                                                                       | 6    | Robert Lewandowski Mohammad al-Sahlawi Ahmed Khalil Al-Junaibi | 16                  | Cristiano Ronaldo                                                      | 19                  |
| 2022                                 | Kylian Mbappé                                                                    | 8    | Ali Mabkhout                                                   | 14                  | Ali Mabkhout Harry Kane                                                | 14                  |
| Jeweils auch Weltmeister Rekordmarke |                                                                                  |      |                                                                |                     |                                                                        |                     |

## Ranglisten (Endrunden)
Bisher gelang es keinem Spieler den Titel des Torschützenkönigs bei einer WM-Endrunde zweimal zu gewinnen bzw. zu verteidigen. Die Rangliste der Herkunftsländer der Torschützenkönige wird derzeit angeführt von Brasilien mit vier gefolgt von Deutschland mit drei Titeln; die der Konföderationen, welche die Länder repräsentieren, von der UEFA mit vierzehn gefolgt von der CONMEBOL mit sieben Titeln.
| Rang | Land             | Titel |
| ---- | ---------------- | ----- |
| 1    | Brasilien        | 4     |
| 2    | Deutschland      | 3     |
| 3    | Argentinien      | 2     |
|      | Italien          | 2     |
|      | Frankreich       | 2     |
|      | England          | 2     |
| 6    | Tschechoslowakei | 1     |
|      | Ungarn           | 1     |
|      | Portugal         | 1     |
|      | Polen            | 1     |
|      | Russland         | 1     |
|      | Bulgarien        | 1     |
|      | Kroatien         | 1     |
|      | Kolumbien        | 1     |

| Rang | Konföderation | Titel |
| ---- | ------------- | ----- |
| 1    | UEFA          | 15    |
| 2    | CONMEBOL      | 7     |